# Хо Чуньян
Хо Чуньян (霍春阳, 1946 ) — сучасний китайський художник Китайської Народної Республіки.

## Життєпис
Народився 1946 року у повіті Цінюань (провінція Хубей). У 1969 році закінчив Академію Мистецтв у місті Тяньцзінь і залишився в ній викладати. Зараз є професором живопису, членом Спілки художників, Спілки каліграфів, головою Товариства образотворчих мистецтв м.Тяньцзінь. Хо також є офіційним художником газети «Жень Мінь Жи Бао», інформаційного агентства «Сіньхуа» і телевізійного каналу «Чжун Інь».

## Творчість
Вважається, що він успадкував традицію художників династій Юань, Мін і Цин і зміг проникнути в потаємну суть традиційного китайського мистецтва: «спустошивши і заспокоївши Серце, осягнути сенс Природи і її природність». Тому був удостоєний імені Цзінхуа Женьде Сіньлін — «Людина, що очищує душу».
Здебільшого працює в жанрі «квіти і птахи» в стилі Сє І. Хо Чуньян брав участь у безлічі виставок, його картини знаходяться в багатьох музеях і приватних колекціях світу.